# Christian Gotthilf Tag
Christian Gotthilf Tag (* 2. April 1735 in Beierfeld im Erzgebirge; † 19. Juli 1811 in Niederzwönitz im Erzgebirge) war ein deutscher Komponist, Organist und Kantor der musikalischen Klassik.

## Leben und Wirken
Christian Gotthilf Tag war der Sohn des Beierfelder Kantors und Schullehrers Christian Gottlob Tag. Im Alter von 14 Jahren (1749) bekam er nach Fürsprache von Gottfried August Homilius eine sechsjährige Freistelle als Alumnus an der Kreuzschule Dresden. An dieser Schule wirkte er unter Homilius als Chorsänger und bekam von diesem auch eine Musikausbildung. Obwohl er zunächst die Absicht hatte, an der Universität Leipzig Theologie zu studieren, bewarb er sich im Jahr 1754 von Dresden aus um die Stelle als Kantor und Lehrer in der sächsischen Kleinstadt Hohenstein; im April des darauf folgenden Jahres trat er diese Stelle an. Er blieb in diesem Amt über 50 Jahre lang und ging 1808 in den Ruhestand. Er zog zu seiner Tochter nach Niederzwönitz, wo er 1811 starb. In Hohenstein hatte er die Funktion eines Musikdirektors inne; unter seiner Leitung kam es in Hohenstein zu einem vielfältigen Musikleben. Tag pflegte freundschaftliche Beziehungen zu seinem damaligen Fürsprecher Homilius, außerdem zu Johann Adam Hiller und Johann Gottlieb Naumann. Folgende Musiker gehörten zu seinen Schülern: Christian Gottlob Neefe (dem ersten Lehrer Beethovens), Gotthilf Friedrich Ebhardt, Schloss- und Stadtorganist in Schleiz (Vogtland) sowie der Gelehrte Karl Heinrich Ludwig Pölitz. Auch als Orgelgutachter hat sich Tag einen Namen gemacht.

## Bedeutung
Zu seinen Lebzeiten wurde Christian Gotthilf Tag als ein „jetzt lebender und beliebter Komponist“ geschätzt. Die weite Verbreitung seiner Kirchenkantaten in den deutschsprachigen protestantischen Gebieten lässt dies bis heute erkennen. Einesteils orientierte er sich an der hoch barocken Kantate mit ihrer gemischten Textform (Gedichte und Prosa), andererseits setzte er mit der Choralkantate (von ihm selbst Liederkantate genannt) und dem figurierten Choral zeitgenössische Formen um. Bezeichnend für seinen Stil ist seine Vorliebe für Tonmalereien, galante Ornamentik und liedhaft einfache Motivbildungen. Das Liedschaffen des Komponisten zeichnet sich durch volksliedhaften Stil und große Einfachheit in Aufbau und Melodie aus und steht insofern den Liedern von Johann Adam Hiller nahe. Bei einigen kunstvolleren Liedern Tags werden rezitativische und ariose zu größeren Szenen zusammengefügt. Seine choralgebundenen Orgelwerke wurden von zeitgenössischen Kritikern gelegentlich als etwas zu galant bezeichnet. Nachdem im mitteldeutschen Raum auch Choralbearbeitungen für Orgel mit einem Blasinstrument (Horn oder Oboe) üblich waren, hat Tag zu diesem Typ einige interessante Sätze beigesteuert. Die von ihm verfasste Schrift Orgelprobe aus seiner Tätigkeit als Gutachter, verfasst vor dem Jahr 1800, gilt als verschollen.

## Werke
- Geistliche Vokalmusik
  - Erhebt den Herrn, ihr weiten Himmelskreiße, Motette zu 4 Stimmen, Leipzig 1779
  - 7 Missae, davon 4 in D-Dur, weitere in F-Dur, B-Dur und G-Dur
  - über 180 Kantaten für Singstimmen, Chor und Instrumente
  - Motetten, Hymnen und andere geistliche Vokalstücke
- Weltliche Lieder, Oden und andere Gesangsstücke für Singstimme und Klavier
  - 2 Lieder, hrsg. von Johann Adam Hiller, 3. Oktober 1768
  - 5 Lieder in der folgenden Ausgabe, 10. Dezember 1770
  - Lieder […] nebst einer melodramatischen Szene, 2. Sammlung, Leipzig 1785
  - Lieder der Beruhigung von Matthison und Bürde, Leipzig 1793
  - Urians Reise um die Welt […] und Urians Nachricht von der neuen Aufklärung […] von dem Wandsbeker Bothen, Leipzig 1797
  - Vier und zwanzig Lieder nebst eine vierstimmigen Hymne, 3. Sammlung, Dresden 1798
  - Todtenopfer unserm vollendeten Naumann dargebracht, Dresden 1802
  - weitere handschriftlich überlieferte Vokalwerke.

## Ausgaben (Auswahl)
- Drei Choralvorspiele für ein Blasinstrument und Orgel, hrsg. von Franz Haselböck, Neuhausen-Stuttgart 1976
- Zwölf kurze und leichte Orgelvorspiele nebst einer Orgelsinfonie, hrsg. von D. Wieghorst, Wiesbaden 1977
- Motetten, hrsg. von Axel Röhrborn, Zwickau 1993
- Fürchtet euch nicht, Motette für gemischten Chor, hrsg. von Kl. Winkler, Stuttgart 1994
- Herr Gott, dich loben wir: Deutsches Te Deum für gemischten Chor, Instrumente und Orgel, hrsg. von E. Hoffmann, Ditzingen 1996.